# La Labor (kommun)
La Labor är en kommun i Honduras.   Den ligger i departementet Departamento de Ocotepeque, i den västra delen av landet, 200 km väster om huvudstaden Tegucigalpa. Antalet invånare är 6 420.